# Pozuelos (Argentina)
Pozuelos es una localidad argentina ubicada en el departamento Río Hondo de la provincia de Santiago del Estero. Se encuentra sobre la ruta provincial 93, 25 km al nordeste de Termas de Río Hondo.
Cuenta con una escuela secundaria San Cayetano dependiente del Obispado de Santiago del Estero y una escuela primaria pública Manuel de Reyes Agudo n.º 829 Sus habitantes se desempeñan como trabajadores golondrinas en la actividad turística de Termas de Río Hondo y de la costa atlántica.
 En 2007 se inauguró la planta potabilizadora y un puesto de salud.

## Historia
Se desconoce el año de fundación pero se sabe que el nombre de Pozuelos fue concedido porque en ese lugar se encontraban muchos pozos, que eran utilizados por sus habitantes para extraer agua potable.

## Población
Cuenta con 689 habitantes (Indec, 2010), lo que representa un descenso del 27,7% frente a los 953 habitantes (Indec, 2001) del censo anterior.
| Gráfica de evolución demográfica de Pozuelos entre 1991 y 2010 |
|                                                                |
| Fuente: Censos nacionales del INDEC                            |